# Trembolona
La trembolona, también conocido como trienolona o trienbolona, es un esteroide usado en el ganado para aumentar el crecimiento muscular y el apetito. Para aumentar su vida media efectiva, trembolona se administra como un profármaco como éster conjugado como acetato de trembolona, enantato de trembolona o ciclohexilmetilcarbonato de trembolona (Parabolan).  

## Estatus legal
Los culturistas y los atletas son conocidos por usar la droga ilícita porque experimentan un aumento en la masa corporal más eficazmente que mediante el entrenamiento solo con pesas y debido a su reputación para la quema de grasa, así como agente de carga. En los Estados Unidos, la posesión o el uso de la trembolona para los seres humanos es una violación de la ley federal. La DEA clasifica a la trembolona como una droga de Clase III. La trembolona es clasificada como una droga de Clase 4 en Canadá y una droga de clase C con ninguna pena para uso personal o posesión en el Reino Unido. El uso o posesión de los esteroides sin una receta es un delito en Australia.

## Efectos secundarios
Como con la mayoría de fármacos los efectos secundarios dependen de la dosis, y pueden incluir:
- Aumentos visibles en la fuerza, la frecuencia cardíaca y la presión arterial.
- Aumento del libido.
- La respiración pesada (sensación de falta de aire).
- Elevación de la temperatura corporal y sudoración nocturna.
- La producción de color oscuro de la orina.
- El insomnio y pesadillas
- promueve el apetito.
- La paranoia.
- La enuresis.
- Demencia senil
- Transparencia excesiva y esquizofrenia paranoide